# Prvotna akumulacija kapitala
Pod pojem prvotna akumulacija spadajo metode akumulacije kapitala, ki ne izhajajo iz izkoriščanja mezdnega dela oziroma produkcije presežne vrednosti. Prvotna akumulacija tako pomeni akumulacijo kapitala, ki ne izhaja iz kapitala samega, ampak je rezultat zunanjih vplivov. 
Da se lahko kapital kopiči (akumulira) tudi zaradi drugih družbenih dogodkov, je pomembno iz dveh razlogov. Prvič: za obrazložitev zgodovinskega nastanka kapitalističnega načina produkcije. Drugič: ker na podoben način poteka tako imenovana akumulacija z razlastitvijo.

## Zgodovinski nastanek kapitalizma
Kapitalizem zgodovinsko ni nastal na osnovi izkoriščanja mezdnega dela, ampak je moral pogoj, da je mezdno delo prevladujoč produkcijski odnos, šele ustvariti. Kapitalizem se je zgodovinsko namreč razvil na osnovi fevdalnih produkcijskih odnosov, za katere pa je značilna kmečka (delavčeva) privatna lastnina. Pogoji za mezdno delo, nujni element kapitalizma, s tem niso bili izpolnjeni; najpomembnejša naloga prvotne akumulacije je tako bila ločiti producenta od njegovih produkcijskih sredstev, drugače rečeno kmeta od kmetije in zemlje.

### Kritika »ekonomskega prvotnega greha«
Klasična ekonomija, kot na primer pri Adamu Smithu, sicer vsebuje koncept prvotne akumulacije, s katero pojasnjuje nastanek kapitalističnih razrednih struktur (tj. nastanek buržoazije in proletariata), a je njeno pojmovanje prvotne akumulacije bistveno drugačno kot pri marksizmu. Po tej perspektivi je prvotna akumulacija nastala zaradi razlike med ekonomsko racionalno elito, ki je bila marljiva in varčna na eni strani ter množico lenuhov, ki so poleg tega še »živeli preko svojih zmožnosti« na drugi strani. Slednji naj bi zaradi svojih nespametnih življenjskih odločitev postali zadolženi pri ekonomsko racionalni eliti, s čimer si je ta tudi nakopičila bogastvo, ki ga poseduje do današnjih dni. Podobno nastanek kapitalizma pojmuje tudi Weber, ki trdi, da je ta nastal zaradi mentalitete, ki jo je diktiral protestantizem.
Marx v Kapitalu takšni verziji nastanka kapitalizma očita, da je »plehka otročarija« in zgodovinsko nepravilna. Opisano je namreč dokaj idilično okolje, dejanski potek zgodovine pa ni bil idiličen. Ta je vključeval zelo nasilna obdobja, kot na primer vojne, upore in roparska plenjenja; to nasilje je bilo pomemben vzvod tako za koncentracijo bogastva v rokah novonastale buržoazije kot za nastanek proletariata.

### Nastanek proletariata
Pri preobrazbi kmeta v mezdnega delavca sta ključno vlogo igrala dva vzvoda. Prvi vzvod je bil ekonomski, drugi pa politični in vojaški.

#### Ekspropriacija kmečkega prebivalstva
Pri kmečki privatni lastnini je treba dodati, da večina kmetov ni bila svobodnih, ampak so bili podložniki; zemlja ni bila v njihovi lasti, ampak v lasti fevdalca. Ko si je buržoazija prisvajala fevdalno in cerkveno zemljo, se je spremenil tudi pristop do kmetov, ki so na tej zemlji živeli. 
Za fevdalca so ti kmetje bili vir bogastva, saj je fevdalec presežni produkt črpal iz kmetov v obliki dajatev in tlake. Za nove zemljiške posestnike, ki so neredko bili špekulanti, so kmetje bili breme. Za kakršnokoli ekonomsko (npr. postavitev manufakture ali gojenje drobnice) ali pa zgolj luksuzno dejavnost (npr. lovljenje lisic) je zemljiški posestnik moral kmete nagnati z njihove zemlje. 
Takšna ločitev kmeta od produkcijskih sredstev je imela tri posledice. Prva posledica je bila migracija prebivalstva (bivših kmetov) iz podeželja v mesta, kjer so se pridružili množicam mezdnih delavcev. Druga posledica je bila dodatna koncentracija produkcijskih v rokah nastajajoče buržoazije, saj je kmet za seboj pustil produkcijska sredstva, ki so bila vezana na njegovo kmetijo (ali pa jih je prodal za drobiž). Tretja posledica je bila vzpostavitev notranjega trga za industrijski kapital; kmet, ki je bil prej večinoma samozadosten, je zdaj kot mezdni delavec že za pridobitev osnovnih življenjskih potrebščin postal vezan na trg.  

#### Spremembe v dajatvah
Pomembna sprememba, ki je kmeta silila v blagovno gospodarstvo (tj. da je produciral za trg), je bila spremenjena oblika dajatev. Te so prvotno bile v naturalni obliki; fevdalec je pobral del kmetovega pridelka (sem spadajo tudi živina in ročni izdelki), ki ga je bodisi sam porabil bodisi prodal. Ko pa je potrošnja fevdalca postajala vezana na trgovino z mestom, je rasla tudi njegova potreba po denarju; fevdalec tako od kmeta ni več zahteval naturalne, ampak denarno dajatev (rento). 
Blagovna menjava obstaja tudi pod kmečko privatno lastnino. Kljub temu pa zanjo ni značilno blagovno gospodarstvo, saj večina produkcije ni namenjena prodaji na trgu, ampak lastni porabi. S pretvorbo naturalne v denarno dajatev pa mora del kmečke produkcije vedno biti namenjena prodaji na trgu, saj je to edini način, da kmet pride do denarja, ki ga potrebuje za plačilo denarne rente.
Pretvorba naturalne v denarno rento dodatno izpostavi razredna nasprotja, ki obstajajo znotraj kmečkega prebivalstva. Razlika je postala najbolj razvidna pri načinu odplačevanja zahtevane rente. Premožnejši kmetje (kulaki) so najemali dodatno delovno silo; ta je prišla iz vrst revnejših kmetov, ki so s tem postali dninarji oziroma kmečki proletariat.

##### Tekmovanje z manufakturo in strojno produkcijo
Manufaktura in nadalje strojna produkcija nista vedno bili v sovražnem odnosu z ročnimi delavci. V najbolj zgodnjih obdobjih industrijske revolucije je uvedba strojev v družinske delavnice (tipično predkapitalistično produkcijsko enoto) celo izboljšala položaj ročnega delavca. Temu se je zaradi uporabe strojev povečala produktivnost, položaj ročnega delavca pa sta začasno varovala dva dejavnika. 
Prvič: strojna produkcija še ni bila dovolj uveljavljena, da bi trg preplavila z blagom (in mu s tem zbila ceno). Drugič: trg je bil še vedno razdrobljen; ker še ni bilo nacionalnega trga, je tudi bilo manj konkurence med posameznimi produkcijskimi obrati, ki so zalagali predvsem svojo lastno okolico (npr. vas). 
Drugi pogoj je bil odpravljen z razvojem prometne infrastrukture ter koncentracijo trgovskega kapitala. Prvi pogoj je bil odpravljen z vzpostavitvijo večjega števila manufaktur. Z njihovo preobrazbo v strojno produkcijo se je položaj obrtnikov še dodatno poslabšal; njihovi manjši stroji na ročni so bili v konkurenci z velikimi stroji na vodni ali parni pogon neuporabni. Tako jim ni preostalo drugega kot da so prodali svoje zastarele stroje in postali mezdni delavci.
Podobna usoda je doletela majhne samostojne kmete, ki niso mogli tekmovati s kapitalističnimi zakupniki iz dveh razlogov. Prvič: ker so slednji razpolagali z bistveno večjim ozemljem in delovno silo.  Produkcija kapitalističnega zakupnika je bila vodena kot kolektivna celota; s tem se poveča produktivnost dela tudi v primeru enostavne kooperacije (tj. da delavci/kmetje opravljajo isto delo, ampak so organizirani kot celota). Malega svobodnega kmeta, za katerega je značilen precej statičen razvoj produkcije, ni doletel isti razvoj produkcije; poleg tega, da ta ni bil ekonomičen glede na dani obseg produkcije (družinska kmetija), osnovni smoter kmečke privatne lastnine ostaja naturalno gospodarstvo (tj. produkcija za lastne potrebe), kar je tudi materialna podlaga za konzervativni pristop do večjih izboljšav v produkciji (uvedba denarne rente, opisana zgoraj, je bila tranzicijsko obdobje iz fevdalizma v kapitalizem; temelji kmečke privatne lastnine so še vedno temeljili na lastni konsumpciji). To je bila materialna podlaga za drugi razlog; premoč v produktivnosti, ki je mali kmet ni zmogel dohajati.

### Kolonializem in trgovski monopoli
Produkcija presežne vrednosti oziroma izkoriščanje razreda mezdnih delavcev pojasnjuje akumulacijo družbenega bogastva v rokah buržoazije, ko je kapitalistični način produkcije že uveljavljen. Za sam obstoj kapitalističnega načina produkcije pa je potreben monopol buržoazije nad družbenimi produkcijskimi sredstvi; kapitalizem tako že za svoj obstoj zahteva koncentracijo družbenega bogastva v rokah buržoazije. Te koncentracije, tega monopola nad družbeno produkcijo, pa ne moremo pojasniti s produkcijo presežne vrednosti, saj je ravno buržoazni monopol nad produkcijskimi sredstvi pogoj zanjo. 
Koncentracijo bodočega kapitala, ki se zgodi pred dejansko kapitalistično produkcijo, tako ne moremo pojasniti z zakonitostmi kapitalistične produkcije, ampak z razvojem zgodovinskih dogodkov. Drugače: moramo raziskati metode koncentracije bogastva, ki ne izhajajo iz kapitalizma; na političnem in vojaškem področju je pomembno plenjenje kolonij, na ekonomskem področju pa so pomembni vzvod koncentracije bogastva monopoli.
Že sam kolonialni odnos je pomemben vzvod koncentracije bogastva v rokah vladajočega razreda. Po eni strani je to že zaradi samega značaja kolonialne trgovine, ki temelji na uvozu poceni surovin iz kolonij, ki spodbujajo ekonomski razvoj v kolonialistični deželi (zaradi ugodnih tržnih razmer). Po drugi strani je pomemben faktor prvotne akumulacije plenjenje in ropanje na novo odkritih ozemelj. To ima za posledico koncentracijo plemenitih kovin, kot na primer srebra in zlata; ker so te kovine igrale vlogo denarja (tj. splošnega ekvivalenta), je to pomenilo tudi koncentracijo denarja, ene izmed oblik kapitala.
Dodaten vzvod koncentracije bogastva so bili trgovski monopoli. Monopole, ki so bili pomembni za prvotno akumulacijo, ne smemo zamešati s kapitalističnimi monopoli. Slednji izhajajo iz monopola nad produkcijo v določeni sferi; trgovski monopoli izhajajo iz monopola nad trgovskimi potmi. Takšen monopol je mogoč, dokler obstaja svetovna trgovina v smislu, da obstaja trgovina med oddaljenimi deželami, ne pa tudi v smislu, da je trg med temi deželami trajno vzpostavljen in stvar vsakdana. V takšnih okoliščinah je blago iz oddaljenih krajev eksotična dobrina, peščica trgovcev pa ima monopol nad pretokom teh dobrin; zaradi tega imajo ti trgovci ugoden položaj, ki ga izkoristijo za višje profite in s tem koncentracijo družbenega bogastva v njihovih rokah.
V obeh primerih koncentracija družbenega bogastva ne izhaja iz sistematične ekonomske eksploatacije; kolonialno plenjenje je priložnostno nasilno ropanje, trgovski monopoli pa izhajajo iz izčrpavanja trgovskih partnerjev (kar lahko storijo zaradi ugodnega tržnega položaja). Ključni trenutek za razvoj kapitalizma je preusmeritev tega nakopičenega bogastva v družbeno produkcijo, kot na primer v postavitev manufaktur. Za evropski razvoj kapitalizma je trgovska in kolonialna prvotna akumulacija igrala pomembno vlogo, a le, če se je opisana trgovska premoč pretvorila v produkcijsko premoč. Kot povedano, se po tem kapitalistični monopoli razlikujejo od merkantilističnih monopolov. V kapitalizmu se trgovski monopoli vzpostavijo zaradi monopola v produkciji; pri prvotni akumulaciji nasprotno trgovski monopoli preidejo v produkcijski monopol.

## Akumulacija z razlastitvijo
Vsi elementi prvotne akumulacije imajo skupno lastnost, da glavni vir akumulacije družbenega bogastva ne izhaja iz izkoriščanja mezdnih delavcev, ampak je posledica širših družbenih premikov. Akumulacija z razlastitvijo (v izvirniku: "accumulation by dispossession") ima zelo podobno značilnost, a s to pomembno razliko, da se ne omejuje na razlastitev kmečkega prebivalstva, ampak vključuje tudi ostale ukrepe, ki prenašajo družbeno bogastvo v roke buržoazije. 
Akumulacija z razlastitvijo je koncept, ki se uporablja večinoma v kontekstu neoliberalizma in se nanaša na privatizacijo, ki spremlja razgradnjo socialne demokracije, kar se deli na dve večji kategoriji. Prva kategorija je razgradnja socialne države, iz česar sledi privatizacija storitev, kot na primer šolstva in zdravstva. Druga kategorija je privatizacija ključnih sektorjev družbene ekonomije, kot na primer bank, infrastrukture (vključno telekomunikacijske) in ostalih ključnih ekonomskih sektorjev (kot npr. ključnih surovin ali izvoznih artiklov). Zgodovinsko je pomemben element socialne demokracije državno lastništvo omenjenih ekonomskih sektorjev; ekonomski sistem, kjer so nekateri ključni sektorji v državni lasti, ostalo pa je še vedno podrejeno zakonom kapitalistične privatne lastnine in tržnega gospodarstva, se imenuje mešana ekonomija. Neoliberalizem, ki nasprotuje državni intervenciji v družbeni ekonomiji (razen, ko mora ščititi interese buržoazije), takšnemu modelu nasprotuje in posledično zahteva privatizacijo ne le javnih storitev, ampak tudi ostalih ekonomskih sektorjev v državni lasti; oboje je pomemben vir akumulacije z razlastitvijo.
Akumulacija z razlastitvijo ima tri večje vire delovanja. Prvi vir je razgradnja socialne demokracije v obstoječih kapitalističnih deželah. Primer tega je privatizacija britanskih železnic in državnih stanovanj v Veliki Britaniji pod mandatom Margaret Thatcher. Drugi vir je nasilna uveljavitev neoliberalizma; toliko bolj, če je dežela, ki je tarča akumulacije z razlastitvijo, na poti k uvedbi socialne demokracije ali celo socializma (kot na primer v Čilu). Tretji vir je množična privatizacija državne lastnine ob propadu socialističnih režimov. Zgodovinski primer procesa je privatizacija v državah bivše Sovjetske Zveze (ter preostalega Vzhodnega bloka), kjer so bivša državna podjetja bila zelo ugodno privatizirana (za kupce); zaradi silovitosti procesa se je v takšnem kontekstu uveljavil tudi izraz »doktrina šoka«.
Pomembno orodje akumulacije z razlastitvijo je tako imenovana financializacija oziroma prodor finančnih trgov ter njihova agresivna širitev. Finančni trgi (oziroma fiktivni kapital) temeljijo na projiciranem dobičku, torej na presežni vrednosti, ki se bo šele ustvarila, kar ima dve posledici. Prvič: s tem parazitirajo na produktivnem kapitalu, saj si s tem v obliki dividend prilaščajo velik delež družbenega dohodka. Drugič: ko nastopi kriza, se finančna pomoč nameni reševanju finančnih trgov, ki s tem dobijo dodatno moč nad preostankom družbene ekonomije (sama kriza se tako uporabi kot vzvod za akumulacijo z razlastitvijo). Ker je kriza tudi obdobje propada kapitalov, je istočasno močno orodje koncentracije kapitala (z zelo ugodnim odkupom propadajočih podjetij, kar tudi zmanjšuje konkurenco); takšna dinamika je splošna značilnost kapitalističnega načina produkcije.
Dodaten pomemben element akumulacije z razlastitvijo je državni dolg, ki je uporabljen kot vzvod za vsiljevanje kapitalu naklonjene ekonomske politike. Ukrepi, kot na primer privatizacija in nadaljnje zagotavljanje »ugodne poslovne klime« (kot npr. »fleksibilna« delavska zakonodaja in omejena rast minimalne plače), so pogosto postavljeni kot zahteva za odobritev podaljšanja kredita, s čimer je zadolžena država potisnjena v zelo nemočen pogajalski položaj. Primer so države Latinske Amerike, ki so od predhodnih vojaških diktatur podedovale velik državni dolg, ta dolg pa je tudi določal njihovo nadaljnjo ekonomsko politiko.